# Die Erfindung der Roten Armee Fraktion durch einen manisch-depressiven Teenager im Sommer 1969
Die Erfindung der Roten Armee Fraktion durch einen manisch-depressiven Teenager im Sommer 1969 ist ein Roman von Frank Witzel, der 2015 im Berliner Verlag Matthes & Seitz erschien. Er wurde im selben Jahr mit dem Deutschen Buchpreis ausgezeichnet.
Witzel erzählt in dem auf verschiedenen Zeitebenen angesiedelten Roman anhand der Wahrnehmung eines jungen Menschen der Nach-68er-Generation die späten 60er und frühen 70er.

## Handlung
In 98 nicht chronologischen Kapiteln beschreibt Witzel die psychische Innenwelt eines zunächst dreizehnjährigen Fabrikantensohns, der 1969 in Wiesbaden-Biebrich das Klassenziel nicht erreicht und vorübergehend in ein Konvikt gesteckt wird. Seine Mutter ist gelähmt, weshalb der Junge von einer „Frau von der Caritas“ versorgt wird, die bei der Familie wohnt und die er verabscheut. Der Junge ist Ministrant und popbegeistert – insbesondere die Beatles habe es ihm angetan, deren Album Rubber Soul von 1966 er auswendig kann. Es entstehen in einzelnen Passagen Identifikationsmuster des Protagonisten mit den Gründungsmitgliedern der RAF. Dieser Jugendliche spielt mit dem Namen, gibt sich als Erfinder des RAF-Logos aus und vergleicht Andreas Baader, Gudrun Ensslin, Ulrike Meinhof mit Figuren seiner kindlichen Erinnerung und Fantasie.
Weitere Passagen erzählen von einem Hamburger RAF-Kongress in den 2000er Jahren, bei dem der Ich-Erzähler des Saales verwiesen wurde, von der gescheiterten Beziehung zu einer „Gernika“, von einem Aufenthalt in der „Spezialambulanz für Persönlichkeitsstörungen des Universitätsklinikums Hamburg-Eppendorf“ sowie immer wieder von Gesprächen mit einem anonym bleibenden Polizisten, die teils wie Verhöre wirken, teils den Charakter von Therapiegesprächen annehmen.
Gegen Ende des Buches erklärt der Erzähler, dass er nur von der eigentlichen Geschichte, von dem, was er wirklich getan hat, ablenken wollte. Er behauptet, der Mörder von Brian Jones zu sein, des Gitarristen der Rolling Stones, der am 3. Juli 1969 unter bis heute ungeklärten Umständen in seinem Swimming Pool ertrank.

## Sprache und Gestaltung
Frank Witzel erschafft „ein leuchtendes Kaleidoskop“, das durch ein Register und lange Kapitelüberschriften erschlossen wird – „für den überforderten Leser der rettende Faden durch dieses wuchernde Labyrinth nichtchronologischen Erzählens“, wie die Rezensentin der Frankfurter Allgemeinen Zeitung anmerkt.

## Rezensionen
„Natürlich kann dieser Roman nicht den Deutschen Buchpreis bekommen, dazu ist er zu verrückt und zu disparat“, schrieb Helmut Böttiger in der Zeit noch am 16. September 2015 zur Nominierung für die Shortlist, obwohl die Nominierung ein „großartiges Statement“ der Jury für diesen wahnwitzigen „Pop-Politik-Generationsroman“ sei. Durchgängig wird das Buch gelobt und als „Große Literatur“ (taz) oder als „Zauberwerk“ (Süddeutsche) bezeichnet, für den Buchpreis wurde der Roman jedoch als Außenseiter betrachtet. Claus-Jürgen Göpfert von der Frankfurter Rundschau wünschte Witzel den großen Durchbruch mit diesem „opus magnum“. Auch Ingo Schulze lobte das Buch: „Ich erfahre so viel über den untergegangenen Westen und über die Gegenwart – erst jetzt weiß ich, dass ich mir genau so einen Roman über dieses Land schon immer gewünscht habe“ (Coverrückseite). Dass der Deutsche Buchpreis für „gut verkäuflichen Leichtlesestoff“ stehe, könne man nach der Auszeichnung dieses „monströsen Monumentalroman[s]“ für lange Zeit nicht mehr behaupten, so Jens Jessen in der Zeit, der den Abschied vom realistischen Erzählen als besonders innovativ hervorhob.

## Hörspielbearbeitung
Gemeinsam mit dem Regisseur Leonhard Koppelmann schrieb Witzel eine Hörspielfassung des Romans, die 2016 von der Abteilung Hörspiel und Medienkunst des Bayerischen Rundfunks produziert wurde und am 25. Juni 2016 auf Bayern 2 ihre Ursendung hatte. Mit Edmund Telgenkämper, Jonas Nay, Valery Tscheplanowa, Shenja Lacher, Christiane Roßbach, Peter Fricke, Oliver Nägele, Götz Schulte. Musik: Frank Witzel. Die Produktion gibt es als Podcast/Download im BR Hörspiel Pool.
Die Produktion wurde mit dem Deutschen Hörbuchpreis 2017 in der Kategorie „Bestes Hörspiel“ ausgezeichnet.